# Alice Kessler-Harris
Alice Kessler-Harris (2 juin 1941, Leicester) est une historienne américaine, professeure émérite R. Gordon Hoxie d'histoire américaine à l'université Columbia, et présidente de l'Organization of American Historians (2011-2012), spécialiste du mouvement ouvrier américain, de l'exploration comparative et interdisciplinaire des femmes et des hommes et du genre.

## Biographie
Alice Kessler-Harris naît à Leicester, en Angleterre en 1941. Ses parents,  Zoltan Kessler et Ilona
Elefant Kessler, hongrois de naissance, de nationalité tchèque, juifs athées et communistes militants, vivant à Prague avant la guerre, se sont réfugiés en avril 1939 en Grande-Bretagne après l'invasion nazie. Ses parents passent par un camp de réfugiés dans le Kent, avant de s'installer dans une maison de réfugiés à Leicester. Ils se voient refuser un retour en Tchécoslovaquie après-guerre parce qu'ils ne sont pas dans la ligne staliniste, puis la famille s'installe à Cardiff, au pays de Galles en 1947. Sa mère meurt quand elle a dix ans, et son père émigre avec leurs trois enfants aux États-Unis. Elle fait ses études secondaires à l'école de filles de Cardiff puis à la Trenton Central High School, dans le New Jersey. Elle bénéficie d'une bourse d'études au Goucher College (en) de Baltimore, où elle obtient son diplôme (BA) en 1961. Elle obtient ensuite sa maîtrise (1963) et son doctorat (1968) à l'université Rutgers.

## Activités éditoriales
Elle contribue avec la pièce « Pink Collar Ghetto, Blue Collar Token » à l'anthologie de 2003 Sisterhood Is Forever: The Women's Anthology for a New Millennium, éditée par Robin Morgan.
Son dernier livre, A Difficult Woman: The Challenging Life and Times of Lillian Hellman, est publié en juin 2012. Elle a écrit également Gendering Labour History, qui rassemble certains de ses essais les plus connus sur les femmes et le travail salarié ; In Pursuit of Equity: Women, Men, and the Quest for Economic Citizenship in Twentieth Century America, qui remporte plusieurs prix dont le prix Joan Kelly-Gadol, le prix Philip Taft et le prix Bancroft. Elle est membre du National Humanities Center de Durham, en Caroline du Nord, et du Radcliffe Institute for Advanced Study. 

## Distinctions
Elle est présidente de la Labor and Working-Class History Association (en) en 2000.

## Publications
- Women Have Always Worked: A Historical Overview (1981)
- Out to Work: A History of Wage-Earning Women in the United States (1982)
- A Woman's Wage: Historical Meanings and Social Consequences (1990)
- In Pursuit of Equity: Women, Men and the Quest for Economic Citizenship in Twentieth Century America (2001)
- Gendering Labor History (2007)
- A Difficult woman: The Challenging Life and Times of Lillian Hellman (2012)